# Марко Поповић (физичар)
Марко Поповић (Накучани, 1936—Београд, 2011) био је доктор физике и један од оснивача Института за физику у Београду.

## Биографија
Рођен је 1936. године у Накучанима код Шапца, у учитељској породици. У Шапцу је завршио гимназију и у Београду је 1960. године дипломирао физику и запослио се у Геозаводу. Да би већ следеће године, на позив професора Александра Милојевића прешао у тек основани Институт за физику.
Током 1963. у Француској, на Универзитету Pierre et Marie Curie (Paris VI), две године је студирао физику атмосфере и одбранио Doctorat de l’ Universite. По повратку у Београд, уз подршку Александра Милојевића и његовог заменика Владете Урошевића, Поповић основао је прву лабораторију Института, где је водио групу која проучава физику неидеалне плазме.
Поповић ће у Београду докторирати 1972. године са тезом „Проучавање плазме у условима јакострујног импулсног пражњења под високим притиском”. Током каријере ће постати научни саветник и професор Универзитета, а биће руководилац већег броја научних пројеката, група и лабораторија. Од 1977. постаје директор тадашњег ООУР-а за физику конверзије енергије, којим ће руководити више од десет година.
Марко Поповић је изабран за генералног директора Института за физику 1989. године. Током тог периода Поповић ће формирати више spin-off предузећа, реорганизовати научни рад и успоставити нову организацију по центрима, да би уз све то успео да ублажи одлив кадрова и да очува живим везе са иностранством.
У свом научном раду, бавио се физиком атмосфере и физиком гасних пражњења, да би се потом у већој мери посветио ласерима, али и другим изворима светлости. Део каријере је провео радећи на применама, а након директорског мандата, посвећује се енергетици и физици животне средине. Био је последњи председник Југословенског друштва физичара које је трајало до распада Државне заједнице Србије и Црне Горе, 2006. године. У више наврата је одлазио на студијске боравке у Француску, Русију и Сједињене Америчке Државе. Био је активно ангажован у организацији међународне сарадње.